# Santa Eulalia de Mérida (escultura)
La escultura urbana conocida por el nombre Monumento a Santa Eulalia de Mérida, ubicada en la calle de Santa Eulalia de Mérida, en la ciudad de Oviedo, Principado de Asturias, España, es una de las más de un centenar que adornan las calles de la mencionada ciudad española.
El paisaje urbano de esta ciudad,  se ve adornado por  obras escultóricas, generalmente monumentos conmemorativos dedicados a personajes de especial relevancia en un primer momento, y más puramente artísticas desde finales del siglo XX.
La escultura, hecha en bronce, es obra de Amado González Hevia "Favila", y está datada en 1994.
Para la realización de esta obra, el autor, Favila, tomó como modelo la talla de la santa, patrona de la diócesis de Oviedo, desde 1639, y cuyos restos fueron trasladados a la ciudad desde Mérida por el rey Silo, que se encuentra en una de las hornacinas de la girola de la Catedral, la cual es obra de Alejandro Carnicero.
Tiene una placa situada al pie de la escultura  en la que puede leerse: "STA. EULALIA/DE/MERIDA".